# VfL Oldenburg
Der Verein für Leibesübungen Oldenburg e. V., kurz VfL Oldenburg, ist ein Mehrspartensportverein aus Oldenburg, Niedersachsen. Der Verein hat seit 2010 zehn Sportabteilungen: Fußball, Handball, American Football, Badminton, Gesundheitssport/Gymnastik, Leichtathletik, Prellball, Tanzen, Turnen, Ringen und Volleyball. Die Vereinsfarben sind Grün-Weiß und der Verein zählt rund 2000 Mitglieder.

## Geschichte
Gegründet wurde der VfL Oldenburg am 21. September 1894 unter dem Namen TV Jahn Oldenburg. Am 12. Juni 1912 wurde der Fußballverein FC Frisia Oldenburg gegründet, der sich später in SV Frisia Oldenburg umbenannte. Im Jahre 1931 fusionierte der SV Frisia mit dem am 28. November 1912 gegründeten SV Oldenburg zum Oldenburger SC, der am 10. Mai 1934 mit dem TV Jahn Oldenburg zum heutigen VfL Oldenburg fusionierte.

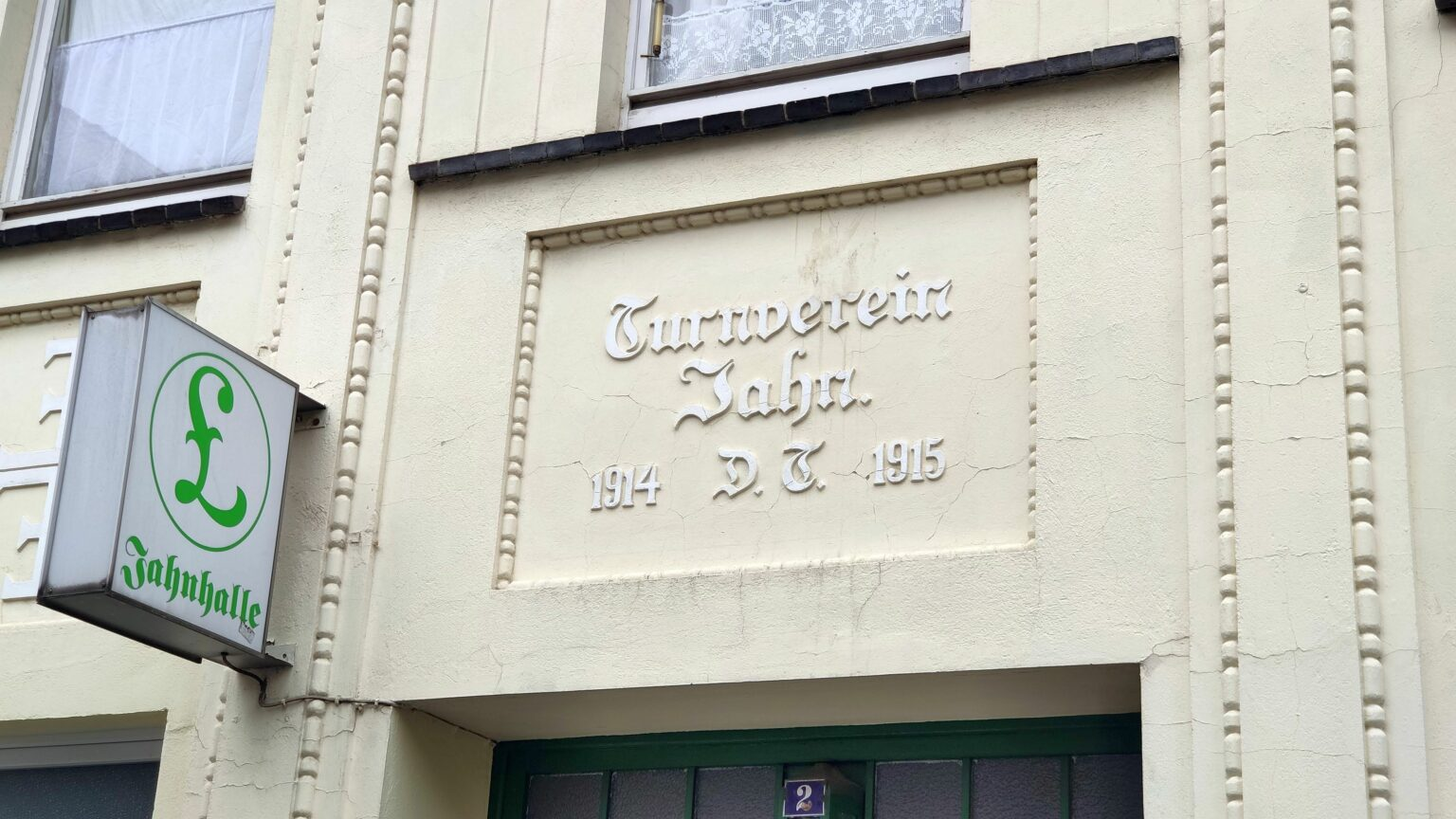
Schriftzug an der ehem. Jahnhalle Oldenburg vor dem Abriss 2022 (der heutige VfL Oldenburg wurde 1894 als TV Jahn Oldenburg gegründet)

Im Jahr 1970 wurde mit dem Bau der Sporthalle Rebenstraße begonnen, der ein Jahr später abgeschlossen wurde. Heute trägt die Sporthalle Rebenstraße den Namen „Robert-Schumann-Halle“. Die Namensgebung leitet sich von dem bis dato erfolgreichsten Handballtrainer des VfL Oldenburg ab.

## Handball
Die Handballdamen des VfL schafften im Jahr 1980 den Aufstieg in die Bundesliga. Als die mittlerweile gesamtdeutsche Bundesliga in der Saison 1992/93 erstmals im eingleisigen Modus ausgetragen wurde, stieg der VfL Oldenburg ab. 1996 kehrte der VfL in die erste Bundesliga zurück, stieg 1998 wieder ab und kehrte schließlich 1999 mit dem direkten Wiederaufstieg in die erste Bundesliga zurück. Bis heute konnte der Oldenburger Handballverein sich in der obersten Spielklasse halten, darüber hinaus im Jahr 2008 den EHF Challenge Cup und in den Jahren 2009, 2012 und 2018 den DHB-Pokal gewinnen. In der 'Ewigen Tabelle der Damen-Handballbundesliga' steht der VfL auf Platz 5.

### Größte Erfolge
- DHB-Pokalsieger 1981, 2009, 2012 und 2018
- Deutscher Vizemeister 1983
- Finalist im DHB-Pokal 1989, 2002, 2015, 2022
- Sieger Challenge Cup 2008
- Supercup 2009

### Kader für die Saison 2025/26

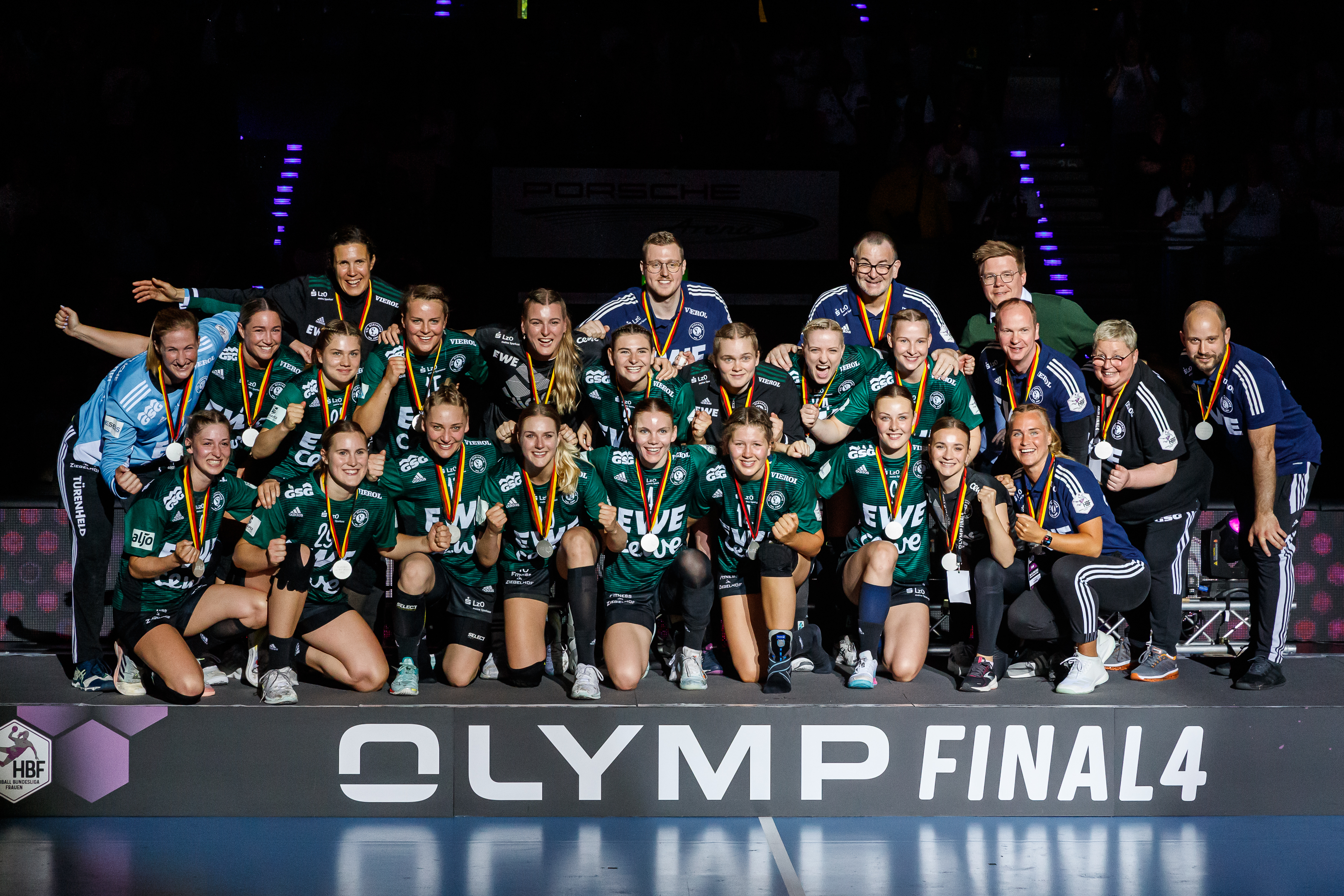
Mannschaftsfoto nach dem DHB-Pokalfinale 2021/22

| Nr. | Nat.           | Name                 | Position | Geburtstag | Größe  | seit | Letzter Verein           |
| --- | -------------- | -------------------- | -------- | ---------- | ------ | ---- | ------------------------ |
| 25  | Deutsche       | Madita Kohorst       | TW       | 14.10.1996 | 1,85 m | 2023 | Borussia Dortmund        |
| 31  | Deutsche       | Alexandra Humpert    | TW       | 05.12.2002 | 1,75 m | 2023 | TuS Lintfort             |
| 2   | Deutsche       | Lisa Borutta         | RR       | 03.12.1997 | 1,80 m | 2023 | Frisch Auf Göppingen     |
| 3   | Deutsche       | Lana Teiken          | LA       | 14.04.2003 | 1,70 m | 2018 | FC Schüttorf 09          |
| 4   | Deutsche       | Toni-Luisa Reinemann | RL       | 31.05.2001 | 1,78 m | 2016 | JSG Allertal             |
| 13  | Deutsche       | Jane Martens         | LA       | 06.07.1999 | 1,74 m | 2012 | SV Eintracht Wiefelstede |
| 14  | Deutsche       | Marie Steffen        | KM       | 02.03.2001 | 1,83 m | 2011 |                          |
| 20  | Deutsche       | Ariane Pfundstein    | KM       | 04.02.2004 | 1,78 m | 2023 | TSV Bayer 04 Leverkusen  |
| 21  | Polin          | Joanna Granicka      | RM       | 03.03.2004 | 1,71 m | 2025 | HC Leipzig               |
| 22  | Deutsche       | Lotta Röpcke         | RM       | 23.01.2004 | 1,75 m | 2023 | HC Leipzig               |
| 24  | Schweizerin    | Laurentia Wolff      | RM       | 19.08.2003 | 1,72 m | 2025 | LC Brühl Handball        |
| 26  | Niederländerin | Pam Korsten          | RA       | 05.10.2003 | 1,81 m | 2023 | TuS Lintfort             |
| 29  | Deutsche       | Paulina Golla        | RL       | 24.12.2000 | 1,79 m | 2021 | Buxtehuder SV            |
| 30  | Deutsche       | Jenny Behrend        | RA       | 20.01.1996 | 1,72 m | 2025 | HB Ludwigsburg           |
| 34  | Schweizerin    | Emma Bächtiger       | RR       | 28.05.2004 | 1,79 m | 2025 | LK Zug                   |
| 44  | Deutsche       | Lisa-Marie Fragge    | RL       | 15.12.1999 | 1,86 m | 2023 | BV Garrel                |
| 80  | Deutsche       | Emilia Ronge         | RA       | 17.06.2003 | 1,79 m | 2023 | TSV Bayer 04 Leverkusen  |
|     | Deutscher      | Niels Bötel          | Trainer  | 21.03.1987 | 1,82 m | 2017 |                          |

| - Joanna Granicka (HC Leipzig) - Laurentia Wolff (LC Brühl Handball) - Emma Bächtiger (LK Zug) - Jenny Behrend (HB Ludwigsburg) | - Lena Feiniler (1. FSV Mainz 05) - Merle Lampe (Karriereende) - Luisa Knippert (Karriereende) |

| Saison  | Spielklasse       | Platz | Spiele | Tore    | Diff. | Punkte |
| ------- | ----------------- | ----- | ------ | ------- | ----- | ------ |
| 1979/80 | Regionalliga Nord | 1     | 18     | 279:196 | 83    | 33:3   |
| 1980/81 | Bundesliga Nord   | 2     | 17     | 295:227 | 68    | 28:8   |
| 1981/82 | Bundesliga Nord   | 3     | 18     | 350:255 | 95    | 27:9   |
| 1982/83 | Bundesliga Nord   | 2     | 18     | 383:239 | 144   | 30:6   |
| 1983/84 | Bundesliga Nord   | 2     | 16     | 289:205 | 84    | 26:6   |
| 1984/85 | Bundesliga Nord   | 2     | 18     | 423:264 | 159   | 31:5   |
| 1985/86 | Bundesliga        | 3     | 18     | 376:313 | 63    | 25:11  |
| 1986/87 | Bundesliga        | 4     | 18     | 386:349 | 37    | 22:14  |
| 1987/88 | Bundesliga        | 5     | 18     | 357:376 | −19   | 18:18  |
| 1988/89 | Bundesliga        | 4     | 18     | 361:327 | 34    | 24:12  |
| 1989/90 | Bundesliga        | 7     | 22     | 483:497 | −14   | 20:24  |
| 1990/91 | Bundesliga        | 5     | 22     | 443:464 | −21   | 23:21  |
| 1991/92 | Bundesliga Nord   | 6     | 20     | 443:428 | 15    | 19:21  |
| 1992/93 | Bundesliga        | 13    | 24     | 422:578 | −156  | 5:43   |
| 1993/94 | 2. BL Nord        | 4     | 20     | 410:363 | 47    | 25:15  |
| 1994/95 | 2. BL Nord        | 5     | 26     | 554:501 | 53    | 32:20  |
| 1995/96 | 2. BL Nord        | 1     | 26     | 701:489 | 212   | 48:4   |
| 1996/97 | Bundesliga        | 11    | 22     | 457:577 | −120  | 7:37   |
| 1997/98 | Bundesliga        | 12    | 22     | 441:601 | −160  | 4:40   |
| 1998/99 | 2. BL Nord        | 1     | 26     | 735:508 | 227   | 47:5   |
| 1999/00 | Bundesliga        | 7     | 22     | 542:533 | 9     | 23:21  |
| 2000/01 | Bundesliga        | 6     | 22     | 533:545 | −12   | 22:22  |
| 2001/02 | Bundesliga        | 7     | 26     | 671:666 | 5     | 26:26  |
| 2002/03 | Bundesliga        | 10    | 24     | 558:605 | −47   | 16:32  |
| 2003/04 | Bundesliga        | 7     | 22     | 554:572 | −18   | 22:22  |
| 2004/05 | Bundesliga        | 9     | 21     | 537:519 | 18    | 18:24  |
| 2005/06 | Bundesliga        | 7     | 22     | 558:580 | −22   | 18:26  |
| 2006/07 | Bundesliga        | 7     | 22     | 568:600 | −32   | 15:29  |
| 2007/08 | Bundesliga        | 8     | 22     | 624:618 | 9     | 19:25  |
| 2008/09 | Bundesliga        | 5     | 22     | 601:584 | 17    | 20:24  |
| 2009/10 | Bundesliga        | 3     | 22     | 658:603 | 55    | 32:12  |
| 2010/11 | Bundesliga        | 5     | 22     | 683:602 | 81    | 28:16  |
| 2011/12 | Bundesliga        | 4     | 20     | 593:544 | 49    | 29:11  |
| 2012/13 | Bundesliga        | 4     | 22     | 681:616 | 65    | 31:13  |
| 2013/14 | Bundesliga        | 5     | 22     | 676:630 | 46    | 27:17  |
| 2014/15 | Bundesliga        | 4     | 26     | 782:708 | 74    | 34:18  |
| 2015/16 | Bundesliga        | 5     | 26     | 809:784 | 25    | 34:18  |
| 2016/17 | Bundesliga        | 5     | 26     | 747:703 | 44    | 32:20  |
| 2017/18 | Bundesliga        | 9     | 26     | 723:769 | −46   | 21:31  |
| 2018/19 | Bundesliga        | 10    | 26     | 732:812 | −80   | 20:32  |
| 2019/20 | Bundesliga        | 10    | 18     | 457:544 | −87   | 11:25  |
| 2020/21 | Bundesliga        | 7     | 30     | 767:827 | −60   | 30:30  |
| 2021/22 | Bundesliga        | 12    | 26     | 665:724 | −59   | 16:36  |
| 2022/23 | Bundesliga        | 4     | 26     | 803:780 | 23    | 35:17  |
| 2023/24 | Bundesliga        | 7     | 26     | 798:748 | 50    | 29:23  |
| 2024/25 | Bundesliga        | 6     | 22     | 599:605 | −6    | 22:22  |

|  | Aufstieg |
|  | Abstieg  |

### 2. Damen
Die zweite Mannschaft des VfL spielte bis 2010 in der Regionalliga Nord und konnte dort 2005 die Meisterschaft gewinnen. Seit der Saison 2010/11 spielt die Mannschaft in der 3. Liga.

## Fußball

### Geschichte
Im Jahre 1922 gelang unter dem Namen SV Frisia der Aufstieg in die damals erstklassige Westkreisliga und zog in den nächsten Jahren am Lokalrivalen VfB vorbei. 1925 und 1927 wurde Frisia jeweils Vizemeister in ihrer Staffel, bevor die Mannschaft ein Jahr später durch die Ligenreform absteigen musste. Nach der Fusion zum Oldenburger SC ließ sich der Verein an der Alexanderstraße nieder. Zwischenzeitlich in die Drittklassigkeit abgerutscht gelang im Jahre 1936 der Aufstieg in die zweitklassige Fußball-Bezirksklasse Bremen. Sieben Jahre später wurde der VfL in die Gruppe Oldenburg-Friesland der erstklassigen Gauliga Weser-Ems aufgenommen, wo man unter anderem Wilhelmshaven 05 mit 25:0 unterlag.
Nach dem Zweiten Weltkrieg erreichte der VfL 1949 die neu geschaffene zweitklassige Amateuroberliga Niedersachsen-West, wo 1953 der vierte Rang erreicht wurde. Zwei Jahre später musste der VfL in die Amateurliga 1 absteigen. Mit zahlreichen Nachwuchsspielern, die 1959 bis ins Halbfinale der niedersächsischen A-Jugendmeisterschaft vorgestoßen waren, gelang 1962 der Wiederaufstieg in die Amateuroberliga. Dort sicherte sich die Mannschaft sensationell die Meisterschaft und schaffte später sogar die Qualifikation für die neu geschaffene Regionalliga Nord. Der Sprung in die Regionalliga war allerdings zu groß und der VfL musste am Ende aufgrund des schlechteren Torquotienten gegenüber dem SC Concordia Hamburg absteigen. Höhepunkt der Saison 1963/64 war das Derby gegen den VfB, wo der VfL vor 20.000 Zuschauern trotz 1:3-Rückstand noch ein 3:3 erreichte.
Nachdem der VfB zahlreiche Leistungsträger vom VfL abgeworben hatte, wurde dieser in der Landesligasaison 1964/65 prompt in die Verbandsliga Nord durchgereicht. Drei Jahre später scheiterte die Mannschaft in der Aufstiegsrunde. Im Jahre 1969 gelang schließlich der Aufstieg in die drittklassige Landesliga Niedersachsen, wo der VfL nicht über Mittelmaß hinauskam. 1975 stieg die Mannschaft sportlich ab, blieb aber aufgrund des Aufstiegs von Eintracht Nordhorn und der Amateure von Eintracht Braunschweig in der Klasse. Mit nur 2:58 Punkten stieg der VfL ein Jahr später dennoch ab und rutschte 1980 gar in die Bezirksoberliga Weser/Ems hinab. Erst vier Jahre später gelang unter dem ehemaligen VfB-Spieler und -Trainer Helmut Mrosla der Aufstieg in die Landesliga West.

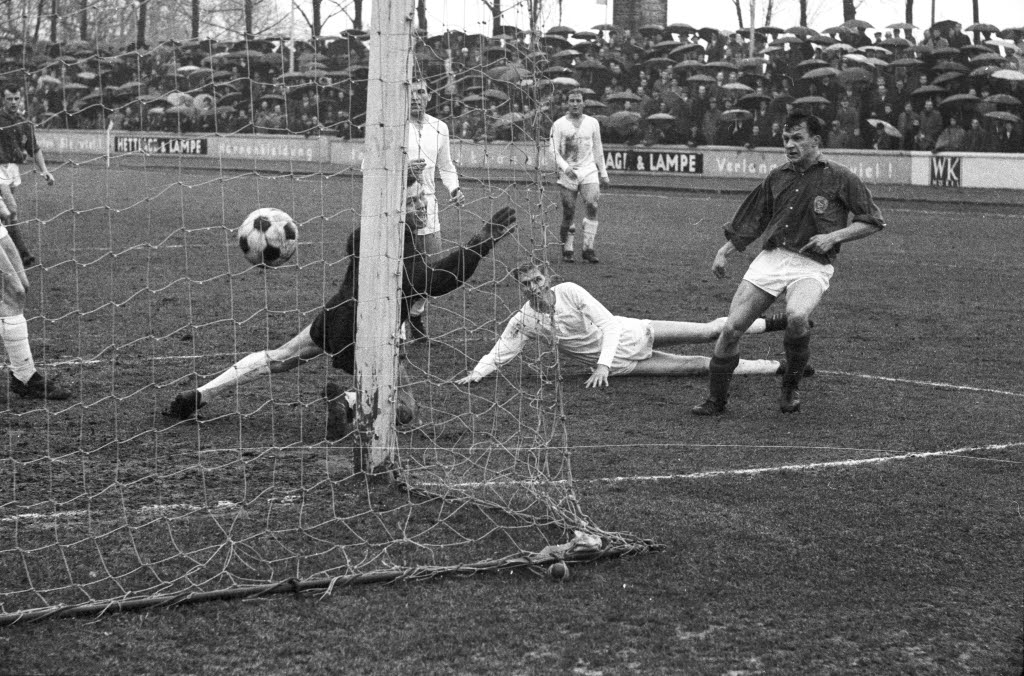
Holstein Kiel – VfL Oldenburg (helle Trikots) 1964

1994 qualifizierte sich der VfL für die Niedersachsenliga, aus der er zwei Jahre später abstieg. Erst im Jahre 2004 gelang die Rückkehr ins niedersächsische Oberhaus durch einen 7:6-Sieg nach Elfmeterschießen über den SC Twistringen. Fünf Jahre später wurde die Mannschaft Meister der Oberliga Niedersachsen-West, verpasste allerdings in der Relegation den Aufstieg in die Regionalliga. Im Jahre 2010 zog der Verein die Mannschaft in die Landesliga Weser/Ems zurück und stieg drei Jahre später wieder in die Oberliga auf. In der Saison 2017/18 wurden die Oldenburger nur aufgrund der schlechteren Tordifferenz gegenüber Lupo Martini Wolfsburg Vizemeister und qualifizierte sich für die Aufstiegsrunde zur Regionalliga Nord. Durch einen 4:0-Sieg am letzten Spieltag beim Brinkumer SV gelang der Aufstieg in die Regionalliga.
Doch wie bereits 1963 war der Sprung zu groß. In der Regionalligasaison 2018/19 konnte der VfL auswärts keinen Punkt holen und stieg als Vorletzter wieder ab. Zwei Jahre später gewannen die Oldenburger unter kuriosen Umständen den Niedersachsenpokal der Amateure. Der Wettbewerb musste wegen der COVID-19-Pandemie zunächst unterbrochen werden. Da aus Zeitgründen keine Fortsetzung möglich war, wurden die noch offenen Partien per Losverfahren entschieden. So wurde der VfL Oldenburg Sieger und qualifizierte sich für den DFB-Pokal 2021/22. Dort schied die Mannschaft in der ersten Runde nach einer 0:5-Niederlage gegen Fortuna Düsseldorf aus. 2025 stiegen die Oldenburger in die Landesliga ab.

### Erfolge
- Aufstieg in die Regionalliga Nord: 1963, 2018
- Meister der Niedersachsenliga West: 2008
- Meister der Landesliga Weser-Ems: 1984, 2004, 2013
- Teilnahme am DFB-Pokal: 2021/22
- Niedersachsenpokalsieger der Amateure: 2021 (per Losverfahren)
- Bezirkspokalsieger Weser-Ems: 1984, 2004

### Statistik
Grün unterlegte Platzierungen kennzeichnen einen Aufstieg, rot unterlegte einen Abstieg. Gelb unterlegte Platzierungen zeigen Teilnahmen an Aufstiegsrunden an, die jedoch nicht zum Aufstieg führten.
| Spielzeit | Liga                     | Level | Platz |
| --------- | ------------------------ | ----- | ----- |
| 1946/47   | BK Oldenburg-Süd         | II    | 01.   |
| 1947/48   | Landesliga Weser/Ems     | II    | 09.   |
| 1948/49   | Landesliga Weser/Ems     | II    | 08.   |
| 1949/50   | Amateuroberliga West     | II    | 09.   |
| 1950/51   | Amateuroberliga West     | II    | 07.   |
| 1951/52   | Amateuroberliga West     | II    | 13.   |
| 1952/53   | Amateuroberliga West     | II    | 04.   |
| 1953/54   | Amateuroberliga West     | II    | 13.   |
| 1954/55   | Amateuroberliga West     | II    | 15.   |
| 1955/56   | Amateurliga 1            | III   | 03.   |
| 1956/57   | Amateurliga 1            | III   | 04.   |
| 1957/58   | Amateurliga 1            | III   | 09.   |
| 1958/59   | Amateurliga 1            | III   | 07.   |
| 1959/60   | Amateurliga 1            | III   | 09.   |
| 1960/61   | Amateurliga 1            | III   | 02.   |
| 1961/62   | Amateurliga 1            | III   | 01.   |
| 1962/63   | Amateuroberliga West     | II    | 01.   |
| 1963/64   | Regionalliga Nord        | II    | 17.   |
| 1964/65   | Landesliga Niedersachsen | III   | 16.   |
| 1965/66   | Verbandsliga Nord        | IV    | 09.   |
| 1966/67   | Verbandsliga Nord        | IV    | 11.   |
| 1967/68   | Verbandsliga Nord        | IV    | 01. 1 |
| 1968/69   | Verbandsliga Nord        | IV    | 01.   |
| 1969/70   | Landesliga Niedersachsen | III   | 11.   |
| 1970/71   | Landesliga Niedersachsen | III   | 08.   |
| 1971/72   | Landesliga Niedersachsen | III   | 14.   |
| 1972/73   | Landesliga Niedersachsen | III   | 08.   |

| Spielzeit | Liga                      | Level | Platz |
| --------- | ------------------------- | ----- | ----- |
| 1973/74   | Landesliga Niedersachsen  | III   | 14.   |
| 1974/75   | Landesliga Niedersachsen  | IV 2  | 15.   |
| 1975/76   | Landesliga Niedersachsen  | IV    | 16.   |
| 1976/77   | Verbandsliga Nord         | V     | 11.   |
| 1977/78   | Verbandsliga Nord         | V     | 04.   |
| 1978/79   | Verbandsliga Nord         | V     | 06.   |
| 1979/80   | Landesliga West           | V     | 16.   |
| 1980/81   | Bezirksoberliga Weser/Ems | VI    | 03.   |
| 1981/82   | Bezirksoberliga Weser/Ems | VI    | 07.   |
| 1982/83   | Bezirksoberliga Weser/Ems | VI    | 02.   |
| 1983/84   | Bezirksoberliga Weser/Ems | VI    | 01.   |
| 1984/85   | Landesliga West           | V     | 03.   |
| 1985/86   | Landesliga West           | V     | 05.   |
| 1986/87   | Landesliga West           | V     | 04.   |
| 1987/88   | Landesliga West           | V     | 05.   |
| 1988/89   | Landesliga West           | V     | 03.   |
| 1989/90   | Landesliga West           | V     | 06.   |
| 1990/91   | Landesliga West           | V     | 09.   |
| 1991/92   | Landesliga West           | V     | 10.   |
| 1992/93   | Landesliga West           | V     | 05.   |
| 1993/94   | Landesliga West           | V     | 11.   |
| 1994/95   | Niedersachsenliga West    | V     | 14.   |
| 1995/96   | Niedersachsenliga West    | V     | 15.   |
| 1996/97   | Landesliga Weser/Ems      | VI    | 08.   |
| 1997/98   | Landesliga Weser/Ems      | VI    | 03.   |
| 1998/99   | Landesliga Weser/Ems      | VI    | 08.   |
| 1999/2000 | Landesliga Weser/Ems      | VI    | 09.   |

| Spielzeit | Liga                        | Level | Platz |
| --------- | --------------------------- | ----- | ----- |
| 2000/01   | Landesliga Weser/Ems        | VI    | 10.   |
| 2001/02   | Landesliga Weser/Ems        | VI    | 11.   |
| 2002/03   | Landesliga Weser/Ems        | VI    | 03.   |
| 2003/04   | Landesliga Weser/Ems        | VI    | 01.   |
| 2004/05   | Niedersachsenliga West      | V     | 14.   |
| 2005/06   | Niedersachsenliga West      | V     | 09.   |
| 2006/07   | Niedersachsenliga West      | V     | 03.   |
| 2007/08   | Niedersachsenliga West      | V     | 01.   |
| 2008/09   | Oberliga Niedersachsen-West | V     | 06.   |
| 2009/10   | Oberliga Niedersachsen-West | V     | 15.   |
| 2010/11   | Landesliga Weser/Ems        | VI    | 11.   |
| 2011/12   | Landesliga Weser/Ems        | VI    | 03.   |
| 2012/13   | Landesliga Weser/Ems        | VI    | 01.   |
| 2013/14   | Oberliga Niedersachsen      | V     | 12.   |
| 2014/15   | Oberliga Niedersachsen      | V     | 13.   |
| 2015/16   | Oberliga Niedersachsen      | V     | 09.   |
| 2016/17   | Oberliga Niedersachsen      | V     | 09.   |
| 2017/18   | Oberliga Niedersachsen      | V     | 02.   |
| 2018/19   | Regionalliga Nord           | IV    | 17.   |
| 2019/20   | Oberliga Niedersachsen      | V     | 03.   |
| 2020/21   | Oberliga Niedersachsen      | V     | – 3   |
| 2021/22   | Oberliga Niedersachsen      | V     | 06.   |
| 2022/23   | Oberliga Niedersachsen      | V     | 07.   |
| 2023/24   | Oberliga Niedersachsen      | V     | 09.   |
| 2024/25   | Oberliga Niedersachsen      | V     | 18.   |

### Stadion
Spielstätte der VfL-Fußballer ist das Hans-Prull-Stadion an der Alexanderstraße. Die vereinseigene Anlage wurde am 2. Juni 1929 mit einem Spiel gegen den Lokalrivalen VfB Oldenburg eröffnet. Nachdem ursprünglich auf Naturrasen gespielt worden war, wurde die Spielfläche 1980 durch einen Kunstrasen ersetzt. Dieser wurde in den Jahren 1994, 2006 und 2019 erneuert. Das Stadion hat ein Fassungsvermögen von 3.000 Zuschauern. Seit 2003 gibt es eine Tribüne für ca. 250 Zuschauer mit 176 Sitzplätzen. In der Regionalligasaison 1963/64 wich der VfL in das Stadion Donnerschwee aus.

### Nachwuchsarbeit
Seit 2011 arbeitet der ehemalige deutsche Nationalspieler Dieter Eilts als Ausbilder für die Nachwuchstrainer des VfL Oldenburg. Die A-Junioren spielten in der Saison 2011/12 in der Bundesliga, stiegen aber als Tabellenletzter wieder ab. Die B-Junioren spielten in der Saison 2012/13 in der Bundesliga, mussten aber ebenfalls als Tabellenletzter wieder absteigen. Zusammen mit dem Lokalrivalen VfB Oldenburg bildet der VfL die Spielgemeinschaft JFV Nordwest. Unter diesem Namen spielte die A-Jugend in der Saison 2016/17 in der Bundesliga, stieg aber erneut als Tabellenletzter wieder ab.

### Futsal
Seit dem Aufstieg im Jahr 2020 spielt die erste Futsal-Mannschaft in der zweithöchsten deutschen Spielklasse, der Futsal-Regionalliga Nord. Als beste niedersächsische Mannschaft der BFV-Futsal-Liga spielten die Oldenburger in einer Aufstiegsrunde gegen den Zweiten der NFV-Futsalliga VT Rinteln (Meister Eintracht Braunschweig II durfte nicht aufsteigen), sowie den Meister der Futsalliga Harburg, den FSV Tostedt. Mit zwei Siegen setzten sich die „Falken“ durch.

### Persönlichkeiten
- Mustafa Azadzoy
- Goran Barjaktarević
- Andreas Boll
- Frank Claaßen
- Dennis Engel
- Thomas Goch
- Michael Kalkbrenner
- Ulf Kliche
- Marko Kück
- Stefan Lang
- Narciso Lubasa
- Marten Schmidt
- Pascal Steinwender
- Arne Tammen
- Lukas Zumbrock

## American Football
Im Mai 2010 gründeten Florian Rückeshäuser und Christoph Hoppe die Oldenburg Knights und traten damit die Nachfolge der ersten American-Football-Mannschaft in Oldenburg, der Fighting Knights, an. Ursprünglich beim VfL Oldenburg mit zwölf Akteuren gestartet, sind die Knights bereits auf eine Stärke von über 300 Akteuren (inkl. Jugend) angewachsen und damit drittstärkste Abteilung im Gesamtverein. Zunächst bildeten die Knights wegen Spielermangels eine Spielgemeinschaft mit den Cloppenburg Titans in der Oberliga. Der Ligabetrieb wurde 2011 in der fünften Liga aufgenommen und als Vizemeister abgeschlossen. Im Jahr 2012 begannen die Knights den Spielbetrieb in der vierten Liga und sicherten sich ein Jahr später Meisterschaft in der Gruppe West abgeschlossen. Ab 2014 spielten die Knights in der Regionalliga Nord. In der Saison 2019 wurde die erste Herrenmannschaft unter Headcoach Markus Meckes Meister in der Regionalliga Nord und nahm an den Playoffs zum Aufstieg in die GFL 2 teil, scheiterten dort aber an den Berlin Adlern und die Assindia Cardinals. Drei Jahre später gelang dann der Aufstieg in die GFL 2.
Seit 2017 werden alle Spiele der Herren im Marschweg-Stadion durchgeführt. Unter dem Namen Oldenburg Cavaliers besteht eine zweite Herrenmannschaft. Seit der Saison 2023 spielt die Frauenmannschaft der Oldenburg Outlaws unter dem Dach des VfL Oldenburg als Oldenburg Knights Valkyries in der 2. Bundesliga Nord. Darüber hinaus stellen die Knights noch zwei Juniorenmannschaften sowie eine Flag-Football-Mannschaft.